# Miwi
Ejemplos
Miwi™ es un protocolo inalámbrico, para redes de área personal basado en el estándar IEEE 802.15.4 que engloba las redes de área personal con tasas bajas de transmisión de datos (low-rate wireless personal area network, LR-WPAN).

## Visión General
Está dirigido a dispositivos y redes de bajo coste, que no necesitan una alta transferencia de datos (250Kbit/s), a corta distancia (100 metros sin obstáculos), y con un consumo energético mínimo.
Desarrollado por Microchip Technology, se trata de un proyecto de código abierto, con la única limitación de la obligación de utilizar microcontroladores de Microchip Technology y su transceptor MRF24J40.
Está dentro del espectro de los 2,4Ghz a través de su transceptor MRF24J40 y es compatible con todos los dispositivos IEEE 802.15.4, como el ZigBee.

## Características

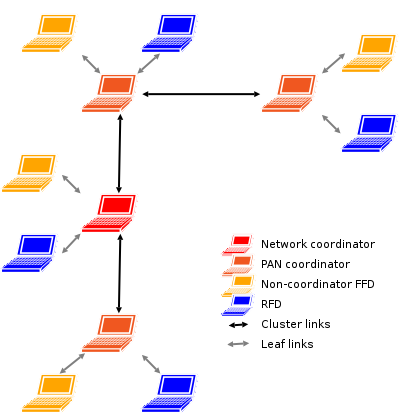
Árbol de clusters IEEE 802.15.4.

### Transferencia
Tiene una tasa de transferencia de 250 kbit/s (según IEEE 802.15.4)

### Topología
Capaz de formar redes punto a punto, de estrella o malla, según IEEE 802.15.4.
Puede tener 8 coordinadores como máximo por red, y cada uno de éstos 127 hijos, haciendo un total de 1024 de nodos por red.

## Ventajas y Desventajas frente a Zigbee
Miwi™ es un protocolo propietario de Microchip Technologies. Es gratuito, y no requiere la compra de licencias para su uso, siempre que se utilicen componentes hardware de Microchip Technologies.
Sin embargo, no tiene la misma capacidad de infraestructura, estando más limitado en número de nodos; Miwi™ 1024 nodos (128 nodos en 8 sub-redes diferentes) como máximo por red frente a los más de 64000 (2^16) de ZigBee. 
MiWi está basado en IEEE 802.15.4 y, aunque no es compatible ZigBee, presenta muchas de sus funciones. Por esto resulta un estándar menos complejo y de código reducido. El stack Miwi ocupa aproximadamente 10k de ROM para un coordinador de red, mientras que un módulo Zigbee utiliza hasta 40k de ROM. Quizá es más notable la diferencia de tamaño de ROM para los nodos donde un nodo MiWi requiere 3k de memoria, mientras que un nodo Zigbee puede consumir hasta 21k
Ambos formatos son de código abierto, pero no son de uso libre. Microchip obliga al uso de su stack MiWi siempre que se implemente algún componente suyo en el producto final, mientras que la Alianza Zigbee exige aranceles de al menos 3.500$ anuales para el uso de su estándar con fines comerciales.